# تسیمتسهاوزن
تسیمتسهاوزن (به آلمانی: Ziemetshausen) یک شهر در آلمان است که در گونتسبورگ واقع شده‌است.